# Ministerio de Turismo (Brasil)
El Ministerio de Turismo (MTur) de Brasil tiene como objetivo principal "desarrollar el turismo como actividad económica sostenible para la generación de empleo y divisas, proporcionando inclusión social".

## Historia
Fue creado como cartera autónoma por medio de la Medida Provisional n.º 103, de 1 de enero de 2003, posteriormente convertida en la ley n.º 10.683, de 28 de mayo de 2003. Anteriormente, sus actividades eran desempeñadas por el Ministerio del Deporte y Turismo (medida provisional n.º 2.216-37/2001).

## Estructura
Está compuesto por la Secretaría Nacional de Políticas del Turismo, la Secretaría Nacional de Programas de Desarrollo Turístico y por el Instituto Brasileño de Turismo (EMBRATUR), antigua Empresa Brasileña de Turismo.
La Secretaría Nacional de Políticas del Turismo (SNPT-MTur) tiene como función tratar de la política nacional relativa al sector en consonancia con las determinaciones del Consejo Nacional de Turismo. Es también responsable de diseñar políticas para fomentar la actividad económica.
La Secretaría Nacional de Programas de Desarrollo Turístico (SNPDT-MTur) tiene como principal actividad tratar de la ampliación de la infraestructura en localidades turísticas o con fuerte potencial turístico, además de trabajar para la mejoría de la calidad de los servicios prestados por las empresas del sector turístico.
El Instituto Brasileño de Turismo (EMBRATUR) es la antigua Empresa Brasileña de Turismo que se reformuló. Creada el 18 de noviembre de 1966, EMBRATUR tenía como función fomentar la actividad económica, la generación de empleo en el sector y el desarrollo de la actividad en todo lo Brasil. Hoy el Instituto "se concentra en la promoción, en el marketing y apoyo a la comercialización de los productos, servicios y destinos turísticos" llevando la marca y las imágenes de Brasil en el exterior.
El Ministerio de Turismo trabaja para la actividad turística dando de alta las empresas del sector tales como las agencias de viajes y turismo, las operadoras de Turismo, las Transportistas turísticas  y los profesionales como al turismólogos, los agentes de viajes, además de gestionar la planificación del sector y fomentar la actividad.

## Polémicas
El 9 de agosto de 2011, en el Gobierno Dilma Rousseff, la Policía Federal desmanteló un supuesto plan de desvío de gasto del presupuesto de la Unión por medio de enmiendas parlamentarias. En consonancia con la PF, hay fraude en el convenio de 4,4 millones de reales firmado en 2009 entre el ministerio y el Ibrasi, que debería haber beneficiado a 1900 personas por medio de cursos de capacitación.

## Secretarías de Turismo Estatales
El ministerio de Turismo planifica y coordina las políticas turísticas estatales. Algunas de las más importantes son: 
- Secretaría de Turismo de Río Grande del Sur
- Secretaría de Turismo del Estado de Bahía